# Farquharia
Farquharia es un género monotípico de fanerógamas de la familia Apocynaceae. Contiene una única especie: Farquharia elliptica Stapf. Es originaria del centro y oeste de África donde se distribuye por Ghana, Nigeria, Camerún, Gabón y Zaire.

## Descripción
Es una planta trepadora leñosa robusta con densas inflorescencias corimbosas terminales de flores blancas carnosas.

## Taxonomía
Farquharia elliptica fue descrita por Otto Stapf y publicado en Bulletin of Miscellaneous Information Kew 1912: 278–279. 1912.
Sinónimos
- Alafia jasminiflora A.Chev. ex Hutch. & Dalziel (1931), nom. inval.
- Alafia mirabilis A.Chev. ex Hutch. & Dalziel (1931), nom. inval.
- Holalafia jasminiflora Hutch. & Dalziel (1931).
- Aladenia jasminiflora (Hutch. & Dalziel) Pichon (1949).[3]